# Nascar Busch Series 2004
NASCAR Busch Series 2004 var ett race som vanns av Martin Truex Jr.

## Delsegrare
| Bana              | Vinnare            |
| ----------------- | ------------------ |
| Daytona           | Dale Earnhardt Jr. |
| North Carolina    | Jamie McMurray     |
| Las Vegas         | Kevin Harvick      |
| Darlington        | Mark Martin        |
| Bristol           | Martin Truex Jr.   |
| Texas             | Matt Kenseth       |
| Nashville         | Michael Waltrip    |
| Talladega         | Martin Truex Jr.   |
| Fontana           | Greg Biffle        |
| Gateway           | Martin Truex Jr.   |
| Richmond          | Kyle Busch         |
| Nazareth          | Martin Truex Jr.   |
| Charlotte         | Kyle Busch         |
| Dover             | Greg Biffle        |
| Nashville         | Jason Leffler      |
| Kentucky Speedway | Kyle Busch         |
| Milwaukee         | Ron Hornaday       |
| Daytona           | Mike Wallace       |
| Chicagoland       | Justin Labonte     |
| New Hampshire     | Matt Kenseth       |
| Pikes Peak        | Greg Biffle        |
| O'Reilly          | Kyle Busch         |
| Michigan          | Kyle Busch         |
| Bristol           | Dale Earnhardt Jr. |
| Fontana           | Greg Biffle        |
| Richmond          | Robby Gordon       |
| Dover             | Martin Truex Jr.   |
| Kansas Speedway   | Joe Nemechek       |
| Charlotte         | Mike Bliss         |
| Memphis           | Martin Truex Jr.   |
| Atlanta           | Matt Kenseth       |
| Phoenix           | Jamie McMurray     |
| Darlington        | Jamie McMurray     |
| Homestead         | Kevin Harvick      |

## Slutställning
| Plats | Förare           | Poäng |
| ----- | ---------------- | ----- |
| 1     | Martin Truex Jr. | 5173  |
| 2     | Kyle Busch       | 4943  |
| 3     | Greg Biffle      | 4568  |
| 4     | Ron Hornaday     | 4258  |
| 5     | Mike Bliss       | 4115  |
| 6     | Jason Keller     | 4082  |
| 7     | David Green      | 4082  |
| 8     | Ashton Lewis     | 3892  |
| 9     | Kenny Wallace    | 3851  |
| 10    | David Stremme    | 3738  |